# Vsmart Joy 3
VSmart Joy 3 là điện thoại di động thông minh được thiết kế, phát triển và giới thiệu ra thị trường ngày 14 tháng 2 năm 2020 bởi Công ty cổ phần nghiên cứu và sản xuất VinSmart, một thành viên tập đoàn Vingroup như là sự tiếp nối của VSmart Joy 2+.

## Mô tả, thông số
Joy 3 có màn hình giọt nước (chỗ cho camera selfie). Vỏ có 3 màu: đen, trắng và tím. Pin dung lượng 5.000 mAh do Shenzhen Aerospace Electronics Co., Ltd. sản xuất sạc nhanh Qualcomm® Quick ChargeTM 3.0 công suất 18W, USB Type-C. Màn hình IPS LCD 6,517 in (165,5 mm), 4 camera (3 sau 13MP AF f/2.0 chụp thiếu sáng, 8MP f/2.2 góc rộng, 2MP f/2.4 xóa phông và 1 trước 8MP f/2.0). Máy bảo mật bằng mã, vân tay và nhận diện khuôn mặt. Hệ điều hành VOS 3.0 trên nền Android Q 10.0 cài đặt sẵn giao diện tiếng Việt, cài sẵn ứng dụng Vsmart, VinID.
Về mặt hiệu năng cấu hình, Joy 3 mang trong mình bộ vi xử lý Qualcomm Snapdragon 632 8 nhân 14nm 1,8 GHz 64-bit Kryo 250

Cổng sạc USB Type C
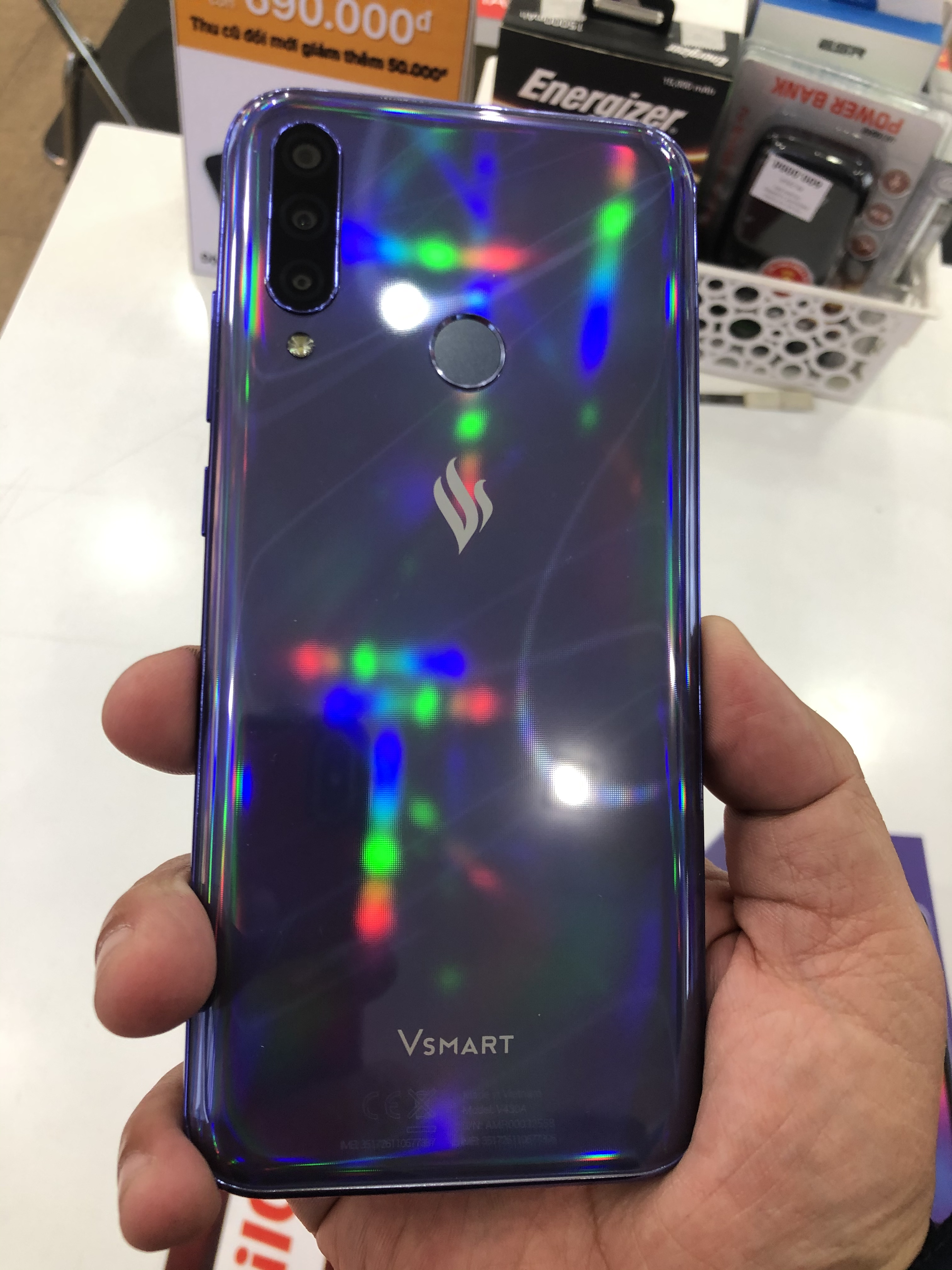
Vỏ sau màu tím
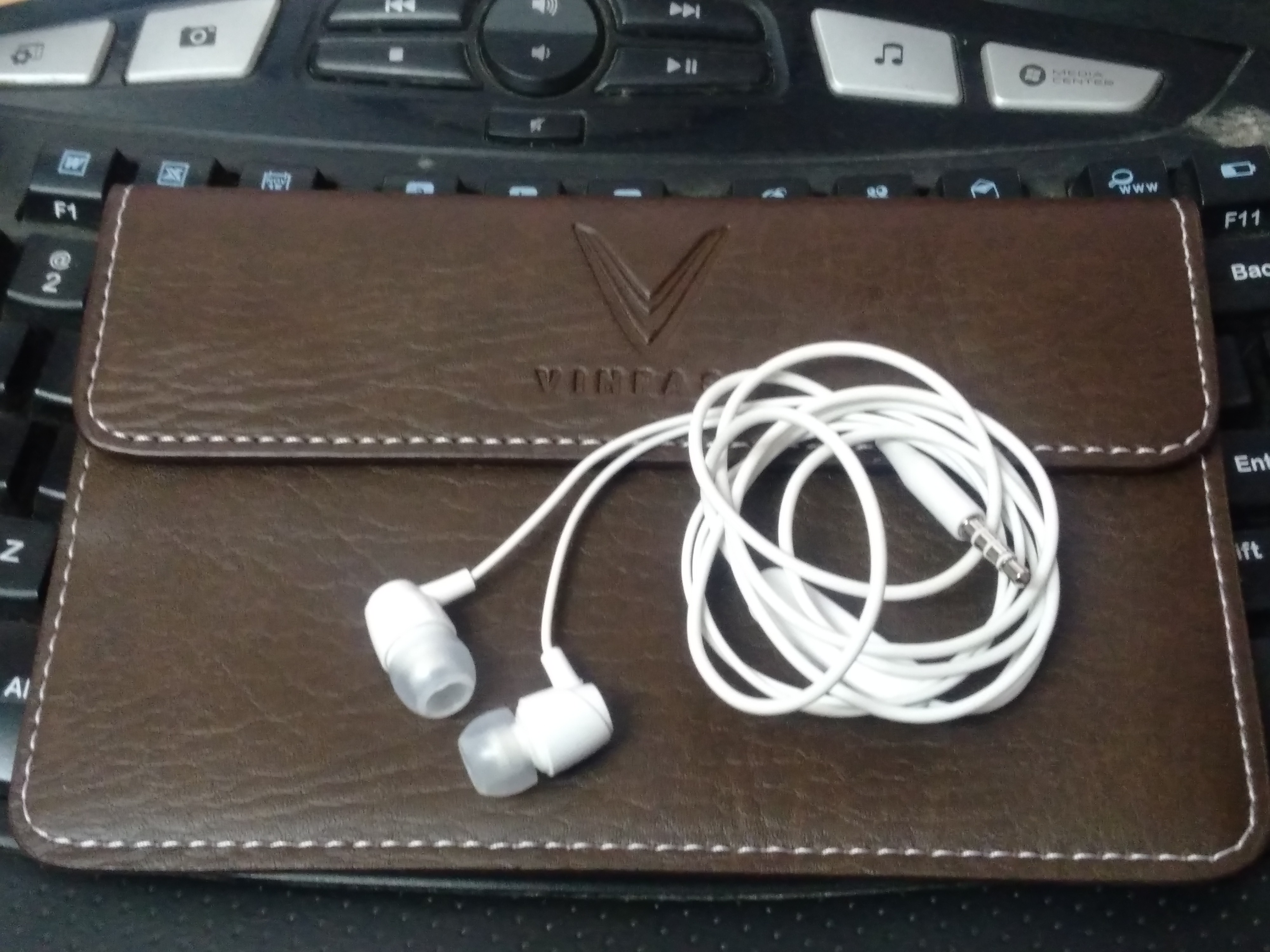
Tai nghe

## Đón nhận
VSmart Joy 3 được VinSmart ra mắt thị trường Việt Nam ngày 14 tháng 2 năm 2020, với giá bán 2.290.000 / 2.690.000 VND cho phiên bản RAM 2 / 3 GB, khuyến mãi mở bán giá 1.990.000 / 2.290.000 VND. Trong ngày mở bán, VSmart Joy 3 đã bán được 12.000 máy, được báo chí đánh giá là kỷ lục doanh số bán hàng ngày đầu tiên của SmartPhone tại thị trường Việt Nam.